# (10556) 1993 QS
(10556) 1993 QS est un astéroïde de la ceinture principale d'astéroïdes découvert en 1993.

## Description
(10556) 1993 QS a été découvert le 19 août 1993 à l'observatoire Palomar, situé au nord de San Diego en Californie, par Eleanor Francis Helin.

### Caractéristiques orbitales
L'orbite de cet astéroïde est caractérisée par un demi-grand axe de 2,45 ua, un périhélie de 1,82 ua, une excentricité de 0,26 et une inclinaison de 13,32° par rapport à l'écliptique. Du fait de ces caractéristiques, à savoir un demi-grand axe compris entre 2 et 3,2 ua et un périhélie supérieur à 1,666 ua, il est classé, selon la JPL Small-Body Database, comme objet de la ceinture principale d'astéroïdes.

### Caractéristiques physiques
(10556) 1993 QS a une magnitude absolue (H) de 14,2 et un albédo estimé à 0,065.